# Equitazione ai Giochi della XXVII Olimpiade

## Medagliere
| Posizione | Paese          |   |   |   | Totale |
| --------- | -------------- | - | - | - | ------ |
| 1         | Paesi Bassi    | 2 | 2 | 0 | 4      |
| 2         | Germania       | 2 | 1 | 1 | 4      |
| 3         | Australia      | 1 | 1 | 1 | 3      |
| 4         | Stati Uniti    | 1 | 0 | 2 | 3      |
| 5         | Regno Unito    | 0 | 1 | 0 | 1      |
| 5         | Svizzera       | 0 | 1 | 0 | 1      |
| 7         | Brasile        | 0 | 0 | 1 | 1      |
| 7         | Arabia Saudita | 0 | 0 | 1 | 1      |

## Risultati

### Dressage individuale
| Posizione | Atleta            | Paese       | Punti  |
| --------- | ----------------- | ----------- | ------ |
|           | Anky van Grunsven | Paesi Bassi | 239,18 |
|           | Isabell Werth     | Germania    | 234,19 |
|           | Ulla Salzgeber    | Germania    | 230,17 |

### Dressage a squadre
| Posizione | Paese       | Atleta                                                                        | Punti   |
| --------- | ----------- | ----------------------------------------------------------------------------- | ------- |
|           | Germania    | Isabell Werth, Nadine Capellmann, Ulla Salzgeber e Alexandra Simons de Ridder | 5632,00 |
|           | Paesi Bassi | Anky van Grunsven, Arjen Teeuwissen, Ignacio Rambla e Coby van Baalen         | 239,18  |
|           | Stati Uniti | Lisa Wilcox, Günter Seidel, Deborah McDonald e Robert Dover                   | 5579,00 |

### Salto ostacoli individuale
| Posizione | Atleta           | Paese          | Punti |
| --------- | ---------------- | -------------- | ----- |
|           | Jeroen Dubbeldam | Paesi Bassi    | 4,00  |
|           | Albert Voorn     | Paesi Bassi    | 4,00  |
|           | Khaled Al Eid    | Arabia Saudita | 4,00  |

### Salto ostacoli a squadre
| Posizione | Paese    | Atleta                                                                          | Punti |
| --------- | -------- | ------------------------------------------------------------------------------- | ----- |
|           | Germania | Ludger Beerbaum, Lars Nieberg, Marcus Ehning e Otto Becker                      | 15,00 |
|           | Svizzera | Markus Fuchs, Beat Maendli, Lesley McNaught e Willi Melliger                    | 16,00 |
|           | Brasile  | Rodrigo Pessoa, Luiz Felipe De Azevedo, Alvaro Miranda Neto e Andre Johannpeter | 24,00 |

### Concorso completo individuale
| Posizione | Atleta         | Paese         | Punti |
| --------- | -------------- | ------------- | ----- |
|           | David O'Connor | Stati Uniti   | 34,00 |
|           | Andrew Hoy     | Australia     | 39,80 |
|           | Mark Todd      | Nuova Zelanda | 42,00 |

### Concorso completo a squadre
| Posizione | Paese       | Atleta                                                     | Punti  |
| --------- | ----------- | ---------------------------------------------------------- | ------ |
|           | Australia   | Phillip Dutton, Andrew Hoy, Stuart Tinney e Matt Ryan      | 146,80 |
|           | Regno Unito | Ian Stark, Jeanette Brakewel, Pippa Funnell e Leslie Law   | 161,00 |
|           | Stati Uniti | Nina Fout, Karen O'Connor, David O'Connor e Linden Wiesman | 175,80 |